# Haematomma africanum
Haematomma africanum är en lavart som först beskrevs av J. Steiner, och fick sitt nu gällande namn av C. W. Dodge. Haematomma africanum ingår i släktet Haematomma och familjen Haematommataceae.   Inga underarter finns listade i Catalogue of Life.